# 합천 해인사 원당암 다층석탑 및 석등
합천 해인사 원당암 다층석탑 및 석등(陜川 海印寺 願堂庵 多層石塔 및 石燈)은 경상남도 합천군 가야면, 해인사에 있는 통일신라시대의 다층석탑과 석등이다. 1970년 6월 24일 대한민국의 보물 제518호로 지정되었다.

## 개요
팔만대장경이 보관되어 있는 호국신앙의 요람인 해인사의 원당암 안에 있는 다층(多層) 석탑이다. 탑신(塔身)을 점판암으로 만든 청석탑(靑石塔)으로, 점판암은 벼루를 만드는데 주로 사용되는 석재이다.
땅과 맞닿아 탑의 토대가 되는 바닥돌은 화강암을 이용하여 3단으로 쌓았으며, 그 위에 탑신을 받치는 기단(基壇)과 지붕돌은 점판암으로 구성하였다. 기단은 1단으로 밑면에는 돌아가며 연꽃무늬를 장식하였고, 윗면은 네 모서리에 대리석 돌기둥을 세웠으며, 맨윗돌에는 연꽃무늬를 새겼다. 탑신의 몸돌은 남아있지 않고 지붕돌만 10층이 쌓여 있다. 지붕돌은 경사진 4면이 매우 평평하고 얇으며 밑면엔 낮은 3단의 받침이 새겨져 있고 처마는 네 귀퉁이에 이르러 위로 살짝 들려 올라갔다. 탑의 꼭대기에는 화강암으로 만든 노반(露盤:머리장식받침)이 낮게 있고, 그 위로 복발(覆鉢:엎어놓은 그릇 모양의 장식)만이 높직하게 남아 있다.
청석탑은 대체로 고려시대에 본격적으로 유행하게 되지만 이 석탑은 신라 말에 만들어져 청석탑의 선구라 할 수 있다.
석등은 탑의 옆에 있으며, 탑과 거의 동일한 시대의 작품이다. 땅과 맞닿은 6각형의 바닥돌 위에 아래받침돌과 중간받침돌, 지붕돌로 이루어졌는데, 아래받침돌과 지붕돌이 점판암으로 되어 있고 다른 부재는 화강암이다. 현재는 지붕돌 밑의 불을 밝히던 부분인 화사석(火舍石)이 남아 있지 않다. 중간받침돌은 가늘고 긴 편으로 아래위에 상(上)·하(下)의 글자가 움푹하게 새겨져 있다. 지붕돌은 6각형으로 윗면은 편평하며, 머리장식은 원기둥 모양의 돌 하나가 얹혀있을 뿐이다.

## 같이 보기
- 해인사

## 참고 자료
- 합천 해인사 원당암 다층석탑 및 석등 - 국가유산청 국가유산포털